# Route nationale 137c
La route nationale 137C ou RN 137C était une route nationale française reliant Saint-Laurent-de-la-Prée à la pointe de la Fumée en Charente-Maritime.
À la suite de la réforme de 1972, elle a été déclassée en RD 937C.

## Ancien tracé de Saint-Laurent-de-la-Prée à la pointe de la Fumée (D 937c)
- Saint-Laurent-de-la-Prée
- Fouras
- Pointe de la Fumée